# Artúr Akopián
Artúr Akopián (Ereván, RSS Armenia, Unión Soviética, 28 de septiembre de 1961) es un gimnasta artístico soviético llegando a ser campeón del mundo en 1981 y 1983 y un entrenador de gimnasia armenio-estadounidense.
Una vez que se retiró de la competición, fue entrenador del equipo nacional de Estados Unidos.

## 1981
En el Mundial de Moscú 1981 gana la plata en barra fija —por detrás de su compatriota Aleksandr Tkachyov y empatado a puntos con el alemán occidental Eberhard Gienger—, también la plata en salto de potro —tras el alemán oriental Ralf-Peter Hemman— y el oro en el concurso por equipos —por delante de Japón y China—; sus cinco compañeros de equipo eran: Yuri Korolev, Bogdan Makuts, Alexander Dityatin, Aleksandr Tkachyov y Pavel Sut.

## 1983
En el Mundial de Budapest 1983 gana oro en salto de potro, plata en concurso por equipos —por detrás de China (oro) y por delante de Japón (bronce)—; sus compañeros fueron: Vladimir Artemov, Dmitry Bilozerchev, Alexander Pogorelov, Yury Korolev y Bogdan Makuts. Y también el bronce en la general individual, tras su compañero de equipo Dmitry Bilozerchev, el japonés Koji Gushiken (plata) y empatado a puntos con el chino Lou Yun.